# Résolution 330 du Conseil de sécurité des Nations unies
Membres permanents
- Chine
- États-Unis
- France
- Royaume-Uni
- URSS

Membres non permanents
- Australie
- Autriche
- Guinée
- Indonésie
- Inde
- Kenya
- Panama
- Pérou
- Soudan
- Yougoslavie

Résolution no 329 Résolution no 331
La résolution 330 du Conseil de sécurité des Nations unies est adoptée à 12 voix contre zéro lors de la 1 704e séance du Conseil de sécurité des Nations unies le 21 mars 1973, après avoir cité un certain nombre de résolutions de l'Assemblée générale concernant l'exploitation des ressources naturelles d'un État par les parties d'un autre État, le Conseil a exhorté les États à adopter des mesures appropriées pour entraver les activités des entreprises qui tentent délibérément de contraindre les pays d'Amérique latine. La résolution demande ensuite aux États de s'abstenir d'utiliser ou d'encourager l'utilisation de tout type de mesures coercitives contre les États de la région afin de maintenir et de renforcer la paix et la sécurité en Amérique latine.
La résolution, adoptée lors d'une réunion à Panama City, a été approuvée par 12 voix contre zéro et trois abstentions de la France, du Royaume-Uni et des États-Unis.
D'autres questions ont été débattues lors de la réunion de Panama, notamment la souveraineté du pays sur le canal de Panama, la persistance du colonialisme et du néocolonialisme, les problèmes de développement économique et de dépendance et le traité pour l'interdiction des armes nucléaires en Amérique latine et dans les Caraïbes. Une résolution sur le canal de Panama n'a pas pu être adoptée en raison de l'opposition des États-Unis.

### Sources
- (en) Cet article est partiellement ou en totalité issu de l’article de Wikipédia en anglais intitulé « United Nations Security Council Resolution 330 » (voir la liste des auteurs).

### Texte
- Résolution 330 sur fr.wikisource.org
- Résolution 330 sur en.wikisource.org